# Carlos da Cunha e Menezes
Carlos da Cunha e Menezes (ur. 9 kwietnia 1759 w Lizbonie, zm. 14 grudnia 1825 tamże) – portugalski duchowny katolicki, kardynał, patriarcha Lizbony.

## Życiorys
Święcenia kapłańskie przyjął 4 czerwca 1784. 23 sierpnia 1819 został wybrany patriarchą Lizbony, którym pozostał już do śmierci. Sakrę biskupią otrzymał 19 grudnia 1819 w Lizbonie z rąk kardynała José António Pinto de Mendoça Arraisa (współkonsekratorami byli biskupi: João Binet Pincio i Francisco da Nossa Senhora da Luz Chacim. 27 września 1819 Pius VII wyniósł go do godności kardynalskiej. Nie brał udziału w konklawe wybierającym Leona XII.
W latach 1818–1820 był przewodniczącym rady regencyjnej (król Jan VI przebywał wówczas w Brazylii).